# Edmund von Fellenberg
Edmund von Fellenberg ou Edmond de Fellenberg est un géologue, archéologue et alpiniste suisse, né le 9 mars 1838 à Berne où il est mort le 10 mai 1902.

## Géologie
Il fait ses études à partir de 1856 à l'Université de Berne (avec comme professeur de géologie Bernhard Studer) et à l'Académie des Mines de Freiberg (Saxe). De 1866 à 1893 il est chargé de la section consacrée au massif du Finsteraarhorn de l'Atlas géologique de la Suisse. Il s'intéresse toute sa vie à la géologie et à l'archéologie, et à partir de 1864 il est Conservateur des collections géologiques, minéralogiques et paléontologiques de la Bibliothèque de la ville de Berne, et en 1867 des collections archéologiques et ethnographiques de l'Antiquarium de la ville de Berne (futur Musée historique). Il est également député au Grand Conseil bernois de 1874 à 1877.

## Alpinisme
Il est l'un des pionniers de l'âge d'or de la conquête des Alpes, participant à de nombreuses premières ascensions dans les Alpes bernoises et les Alpes valaisannes, et membre fondateur du Club alpin suisse en 1863. Sa première ascension importante est celle du sommet sud-ouest du Wildstrubel en 1856. Entre 1857 et 1861, il a l'occasion de se rendre en Europe centrale (Pologne et Hongrie) où il effectue des ascensions sans le Tatras et les Carpates.
- 1862 - Doldenhorn, le 30 juin, avec Abraham Roth et les guides  Johann Bischoff, Kaspar Blatter, Christian Lauener, Gilgian Reichen et C.Ogi[1]
- 1863 - Silberhorn
- 1864 - Face sud et arête sud du Schreckhorn, le 4 avril, avec les guides Peter Inäbit, Peter Michel et Peter Egger[1]
- 1864 - Klein Fiescherhorn avec les guides Peter Inäbit, Ulrich Kaufmann et Peter Kaufmann
- 1865 - Breithorn de Lauterbrunnen, le 31 juillet, avec J. J. Hornby, T. T. Philpott et les guides Christian Almer, Johann Bischoff, Peter Egger, Peter Inäbnit, Christian Lauener et Peter Michel[1]
- 1865 - Gross Grünhorn, le 7 août, avec les guides Peter Egger, Peter Inäbnit et Peter Michel
- 1866 - Éperon nord-ouest du Mönch, le 13 juillet, avec les guides Peter Egger et C. Michel[1]
- 1866 - Wellhorn
- 1867 - Arête Ouest-sud-ouest du Bietsschorn, le 19 août, avec les guides Peter Egger et J. Siegen[1]

## Œuvre bibliographique
- (en) Abraham Roth, Edmund von Fellenberg, The Doldenhorn and Weisse Frau: Ascended for the first time, K. Baedeker, 1863 lire en ligne
- (de) Edmund von Fellenberg, « Breithorn und Gross-Grünhorn » Jahrbuch des Schweizer Alpenclub, 1866 lire en ligne
- Edmund von Fellenberg, Les Alpes calcaires bernoises occidentales et l'aile occidentale du massif du Finsteraarhorn, traduit par Sylvius Chavannes, 1883